# Point Blank (álbum)
Point Blank es el único álbum de estudio de la banda de heavy metal Nailbomb, lanzado el 8 de marzo de 1994 por el sello Roadrunner Records. El proyecto "Nailbomb" fue iniciado por los músicos Max Cavalera y Alex Newport a mediados de los años noventa. La primera canción del disco, "Wasting Away", aparece en la película de 1995 To Die For. 

## Portada
La portada del álbum muestra a una mujer vietnamita siendo apuntada a la cabeza por un fusil M16 de un soldado estadounidense que Max Cavalera y Alex Newport recuperaron de Alternative Associated Press. Cavalera declaró que querían crear una portada similar al álbum homónimo de Rage Against the Machine, una imagen de la autoinmolación de Thích Quảng Đức. Según Cavalera, la mujer de la portada vivió después de que se tomó la foto.

## Lista de canciones
Escritas por Cavalera y Newport, excepto donde se indique.

| N.º | Título                                                                | Duración |  |
| 1.  | «Wasting Away»                                                        | 3:06     |  |
| 2.  | «Vai Toma no Cú»                                                      | 4:47     |  |
| 3.  | «24 Hour Bullshit»                                                    | 3:54     |  |
| 4.  | «Guerrillas»                                                          | 4:26     |  |
| 5.  | «Blind and Lost»                                                      | 1:54     |  |
| 6.  | «Sum of Your Achievements»                                            | 2:42     |  |
| 7.  | «Cockroaches»                                                         | 5:10     |  |
| 8.  | «For Fuck's Sake»                                                     | 5:44     |  |
| 9.  | «World of Shit»                                                       | 4:13     |  |
| 10. | «Exploitation» (Tony Dickens, Pete Nash, Jon Pickering, Brian Talbot) | 2:28     |  |
| 11. | «Religious Cancer»                                                    | 5:09     |  |
| 12. | «Shit Piñata»                                                         | 1:09     |  |
| 13. | «Sick Life»                                                           | 6:53     |  |

## Personal

### Nailbomb
- Max Cavalera: voz, guitarra, bajo[2]
- Alex Newport: voz, guitarra, bajo

### Músicos adicionales
- Andreas Kisser: guitarra en las canciones 2, 9 & 11
- Igor Cavalera: batería en las canciones 1, 5, 7, 10, 12 & 13
- Dino Cazares: guitarra en la canción 3